# Titularbistum Bapara
Bapara ist ein Titularbistum der römisch-katholischen Kirche. 
Es geht zurück auf ein untergegangenes Bistum in der römischen Provinz Mauretania Caesariensis im heutigen nördlichen Algerien.
| Titularbischöfe von Bapara |                                  | |                   |                    |
| Nr.                        | Name                             | Amt                                                                                                | von               | bis                |
| 1                          | Javier Miguel Ariz Huarte OP     | Apostolischer Koadjutorvikar / Apostolischer Vikar von Puerto Maldonado Weihbischof in Lima (Peru) | 21. Februar 1952  | 30. September 1995 |
| 2                          | Rafael Ramón Conde Alfonzo       | Weihbischof in Caracas, Santiago de Venezuela (Venezuela)                                          | 2. Dezember 1995  | 21. August 1997    |
| 3                          | Richard John Garcia              | Weihbischof in Sacramento (Kalifornien, USA)                                                       | 25. November 1997 | 19. Dezember 2006  |
| 4                          | Jacob Barnabas Chacko Aerath OIC | Apostolischer Visitator der Syro-Malankara Katholischen Kirche außerhalb des Stammlandes           | 7. Februar 2007   | 26. März 2015      |
| 5                          | Valentin Cabbigat Dimoc          | Apostolischer Vikar von Bontoc-Lagawe (Philippinen)                                                | 6. Mai 2015       |                    |